# Uwe Bardick
Uwe Bardick (* 19. Mai 1962) ist ein ehemaliger Fußballspieler und Opfer des Ministeriums für Staatssicherheit („Stasi“) der DDR.
Zwar kam der Keeper nur auf zwei Ligaeinsätze in der 1. Herrenmannschaft des 1. FC Magdeburg, erlangte aber dennoch traurige Berühmtheit. Vor der Europapokalbegegnung Athletic Bilbao gegen den 1. FCM im Herbst 1985 diagnostizierte der Mannschaftsarzt bei Bardick eine angebliche Ellbogen-Entzündung. Die Stasi hatte Bardick im Verdacht, in den Westen fliehen zu wollen. Der Mannschaftsarzt Hans-Werner Wallstab, IM „Hans Stock“, der schon zuvor für die Stasi arbeitete, wurde beauftragt, dem Keeper kein entzündungshemmendes, sondern ein entzündungsförderndes Mittel zu verabreichen. Durch dieses Krankspritzen musste Bardick seine  Oberligakarriere beenden und wurde 1987 in die 2. Mannschaft des 1. FC Magdeburg relegiert. Gegen den damaligen Stammtorwart Dirk Heyne hätte er allerdings kaum eine Chance zu einem Einsatz in der 1. Mannschaft gehabt. Er wechselte dann zum Drittligisten Lokomotive Halberstadt. Gleichzeitig wurde er dort zum Wehrdienst in die NVA einberufen. Da er nach wenigen Tagen nach Drögeheide an die polnische Grenze versetzt wurde, musste er die aktive Fußballlaufbahn  beenden. Offiziell bekannt wurde die Angelegenheit erst durch Nachforschungen der Magdeburger Volksstimme im Jahre 2005, wonach es auch in der europaweiten Presse thematisiert wurde.
Bardick zog später nach Essen in Westdeutschland.
In der Ausstellung „Doppeltes Spiel – Fußball im Visier der Staatssicherheit“ wird die Geschichte derzeit thematisiert.